# Hinsbourg
Hinsbourg (deutsch Hinsburg) ist eine französische Gemeinde mit 113 Einwohnern (Stand 1. Januar 2021) im Département Bas-Rhin in der Region Grand Est (bis 2015 Elsass).

## Geographie
Die Ortschaft liegt im Gebiet der in Frankreich so genannten Nordvogesen. Die Nachbargemeinden sind Puberg im Nordosten, Zittersheim im Osten, La Petite-Pierre im Südosten, Struth im Südwesten und Frohmuhl im Westen.

## Geschichte
Von 1871 bis zum Ende des Ersten Weltkrieges gehörte Hinsburg als Teil des Reichslandes Elsaß-Lothringen zum Deutschen Reich und war dem Kreis Zabern im Bezirk Unterelsaß zugeordnet.

## Bevölkerungsentwicklung
| 1910 | 1962 | 1968 | 1975 | 1982 | 1990 | 1999 | 2006 | 2012 | 2014 |
| ---- | ---- | ---- | ---- | ---- | ---- | ---- | ---- | ---- | ---- |
| 138  | 101  | 112  | 87   | 80   | 85   | 106  | 115  | 119  | 115  |